# Oxolamina
La oxolamina es un supresor de la tos que está disponible como medicamento genérico en muchas jurisdicciones.
La oxolamina también tiene actividad antiinflamatoria, lo que provoca una reducción de la irritación de los receptores nerviosos del tracto respiratorio.

## Características estructurales, físicas y químicas
La oxolamina se presenta como un polvo cristalino blanco, inodoro y con un ligero sabor amargo. El compuesto es ligeramente soluble en agua (1:100) y en etanol. Es prácticamente insoluble en éter etílico, en éter de petróleo y en cloroformo. La sustancia, en solución acuosa, absorbe la luz ultravioleta (UV) en longitudes de onda de 239, 273 y 283 nm. Añadiendo 10% de hidróxido de sodio a la solución acuosa de la sustancia, se obtiene un precipitado blanquecino que con el tiempo se congela formando un líquido aceitoso con un punto de ebullición de 130 °C a 0,5 mmHg. Con el reactivo de Mayer se obtiene un precipitado de color blanco amarillento.

### Síntesis del compuesto
El material de partida para la síntesis de oxolamina es la benzamidoxina, que reacciona en condiciones básicas con cloruro de 3-cloropropionilo para formar un producto acilado a partir de oxígeno. Este producto se cicla mediante trietilamina a un derivado de oxadiazol. En el paso final, este producto reacciona con dietilamina para formar la oxolamina.

## Farmacodinamia
A nivel de la mucosa del tracto respiratorio, el fármaco parece modular la secreción de citocinas inflamatorias y reducir la estimulación de las pequeñas terminaciones nerviosas libres amielínicas, muy extendidas en el sistema respiratorio, y causantes del estímulo de la tos.

## Farmacocinética
Después de la administración oral, la oxolamina se absorbe bien en el tracto gastrointestinal. El compuesto se distribuye fácilmente a través del flujo sanguíneo, en diversos fluidos orgánicos y tejidos biológicos. El fármaco se metaboliza rápidamente y se elimina totalmente en 24 horas, tanto por excreción renal como por heces.

## Toxicología
Según estudios experimentales en ratones, se encontró que el valor DL50 era igual a 930 mg/kg de peso corporal, cuando la molécula se administra por vía oral .

## Uso terapéutico
El medicamento está indicado en el tratamiento de infecciones de las vías respiratorias superiores (en particular faringitis, laringitis, traqueítis, bronquitis aguda y crónica) si están asociadas con tos persistente e incapacitante.  También se prescribe en asociación con tratamiento con antibióticos en el caso de bronquiectasia y tos ferina.

## Estatus legal
La oxolamina no está aprobada en los Estados Unidos, pero puede comercializarse en otros lugares del mundo como supresor de la tos. Está catalogado como medicamento de prescripción en la legislación de Nueva Zelanda. La oxolamina también está aprobada en Taiwán para el tratamiento de la inflamación del tracto respiratorio debido a infecciones.